# Désiré-Alexandre Batton

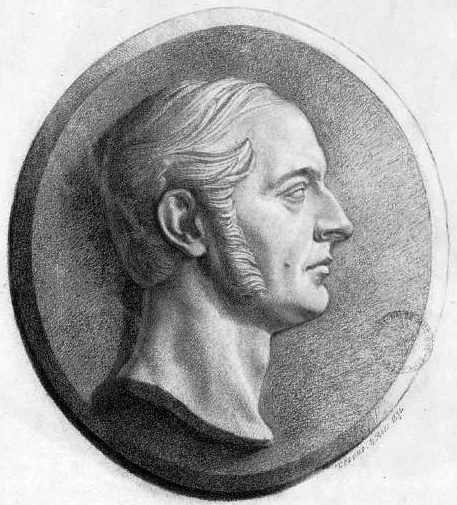
Désiré-Alexandre Batton

Désiré-Alexandre Batton (* 2. Januar 1798 in Paris; † 15. Oktober 1855 in Versailles) war ein französischer Komponist.

## Leben
Batton war Schüler von Luigi Cherubini am Pariser Konservatorium.
Er komponierte mehrere Opern, die im Théâtre Feydeau und der Opéra-Comique aufgeführt wurden.
1816 erhielt er den Premier Second Prix de Rome für die Kantate La Mort du Tasse, da der erste Preis nicht vergeben wurde, 1817 erhielt er den Premier Grand Prix de Rome für die Kantate La Mort d’Adonis. 1842 wurde er als Inspektor der Musikschulen in Frankreich genannt, ab 1849 unterrichtete er am Pariser Konservatorium. Neben seinen musikbezogenen Aktivitäten, leitete er lange die von seinem Vater gegründete Kunstblumenfabrik.

## Werke
- La Mort d’Adonis, Kantate, 1817
- La Reconnaissance, Kantate
- Le Prisonnier d’État, Oper
- Le camp du drap d’or, Oper
- La fenêtre secrète, Oper, UA 1818
- Velleda, Oper, 1820
- Ethelvina, Oper, 1827
- La Marquise de Brinvilliers, Oper, UA 1831
- Le Remplacant, Oper, 1837